# Siegfried Fink

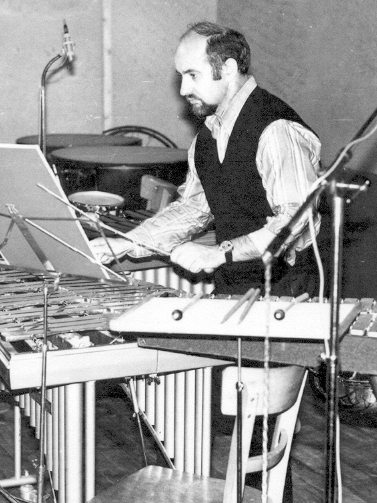
Der deutsche Perkussionist, Komponist und Hochschullehrer Siegfried Fink

Siegfried Fink (* 8. Februar 1928 in Zerbst/Anhalt; † 3. Mai 2006 in Würzburg) war ein deutscher Schlagzeuger und Komponist.

## Leben
Siegfried Fink studierte von 1948 bis 1951 an der Musikhochschule Weimar bei Alfred Wagner Pauken / Schlagzeug und bei Helmut Riethmüller Komposition. Über Orchester- und Lehrtätigkeiten in Weimar, Magdeburg, Lübeck und Hannover kam er 1965 als Dozent für Pauken und Schlaginstrumente an das damalige Bayerische Staatskonservatorium für Musik in Würzburg. 1974 folgte die Berufung zum Professor an die neu gegründete Hochschule für Musik Würzburg, an der er bis 1993 das „Studio für Perkussion“ führte.
Am 3. Mai 2006 starb Siegfried Fink in seiner Heimatstadt Würzburg.

## Ehrungen
- Bundesverdienstkreuz am Bande (19. Dezember 1986)[1]
- Ehrendiplom der Musikhochschule Barcelona
- Ehrendoktor der Staatlichen Musikakademie Sofia
- Kulturpreis der Stadt Würzburg
- Lifetime Achievement in Education Award der Percussive Arts Society (2003).